# Neoturris breviconis
Neoturris breviconis is een hydroïdpoliep uit de familie Pandeidae. De poliep komt uit het geslacht Neoturris. Neoturris breviconis werd in 1902 voor het eerst wetenschappelijk beschreven door Murbach & Shearer. 